# Ma Bufang
Ma Bufang (Condado de Linxia, Gansu, 1903 – Jidá, 31 de julho de 1975) (chinês tradicional: 馬步芳, chinês simplificado: 马步芳, pinyin: Mǎ Bùfāng, Wade–Giles: Ma3 Pu4-fang1, Xiao'erjing , ما بوفنگ) foi um proeminente senhor da guerra muçulmano durante a era da República da China, de 1912 a 1949, governando a província de Qinghai. Sua patente foi a de tenente-general.
O general Ma iniciou um projeto estatal de industrialização, criando projetos educacionais, médicos, agrícolas e de saneamento, gerenciados diretamente ou acompanhados pelo Estado.
Em 1957, após o estabelecimento de relações diplomáticas entre o Egito e a República Popular da China, Ma foi transferido por Taipé para servir como embaixador de Taiwan (República da China) para a Arábia Saudita.  Ma serviu no posto por quatro anos e jamais retornou a Taiwan. Ele permaneceu na Arábia Saudita até a morte, em 1972, aos 72 anos de idade. Ele teve um filho, Ma Jiyuan (馬繼援), que se tornara comandante de divisão no exército de Ma Bufang.